# Pirga bipuncta
Pirga bipuncta är en fjärilsart som beskrevs av Erich Martin Hering 1926. Pirga bipuncta ingår i släktet Pirga och familjen tofsspinnare. Inga underarter finns listade i Catalogue of Life.